# Candoluminescència

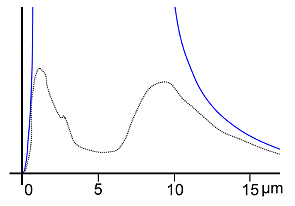
Radiació del cos negre comparada amb la del mantell de Ceri-Tori (CeO2/ThO2).

La candoluminescència és el terme (arcaic), usat per descriure la llum emesa per certs materials que s'han escalfat fins quedar en estat incandescent i emeten llum de longitud d'ona més curta del que es podria esperar d'un típic radiador de cos negre. El fenomen es va observar en alguns metalls de transició, terres rares i materials (ceràmics) d'òxid de metall com l'òxid de zinc, l'òxid de ceri o el diòxid de tori, on part de la llum és originada per la incandescència fluorescència del material. L'Òxid de calci també gaudeix d'aquesta característica. La causa d'aquest efecte es pot explicar per l'excitació tèrmica directa dels ions metàl·lics del material.
El mot candoluminescència s'utilitza dons d'una manera informal per descriure la luminescència de qualsevol material escalfat fins a la incandescència específicament per una flama. Els exemples més comuns de candoluminescència els podem veure en la brillant malla d'òxid de ceri/tori (proporció de{1:99) d'un llum de querosè o d'un llum de gas, i en malla incandescent d'un LimeLight d'antic disseny.
L'òxid de calci va ser el primer en ser emprat i a part de fer-lo servir a l'enllumenat de gas, se'n va realitzar una aplicació pràctica d'alta potència amb una ''torxa oxhídrica'', un llum que es va emprar per il·luminar els escenaris durant dècades amb el nom de LimeLight (traduït literalment: llum de calç) o llum d'escenari.